# Tillia
Tillia (auch: Tilia und Tilya) ist eine Landgemeinde und der Hauptort des gleichnamigen Departements Tillia in Niger.

## Geographie

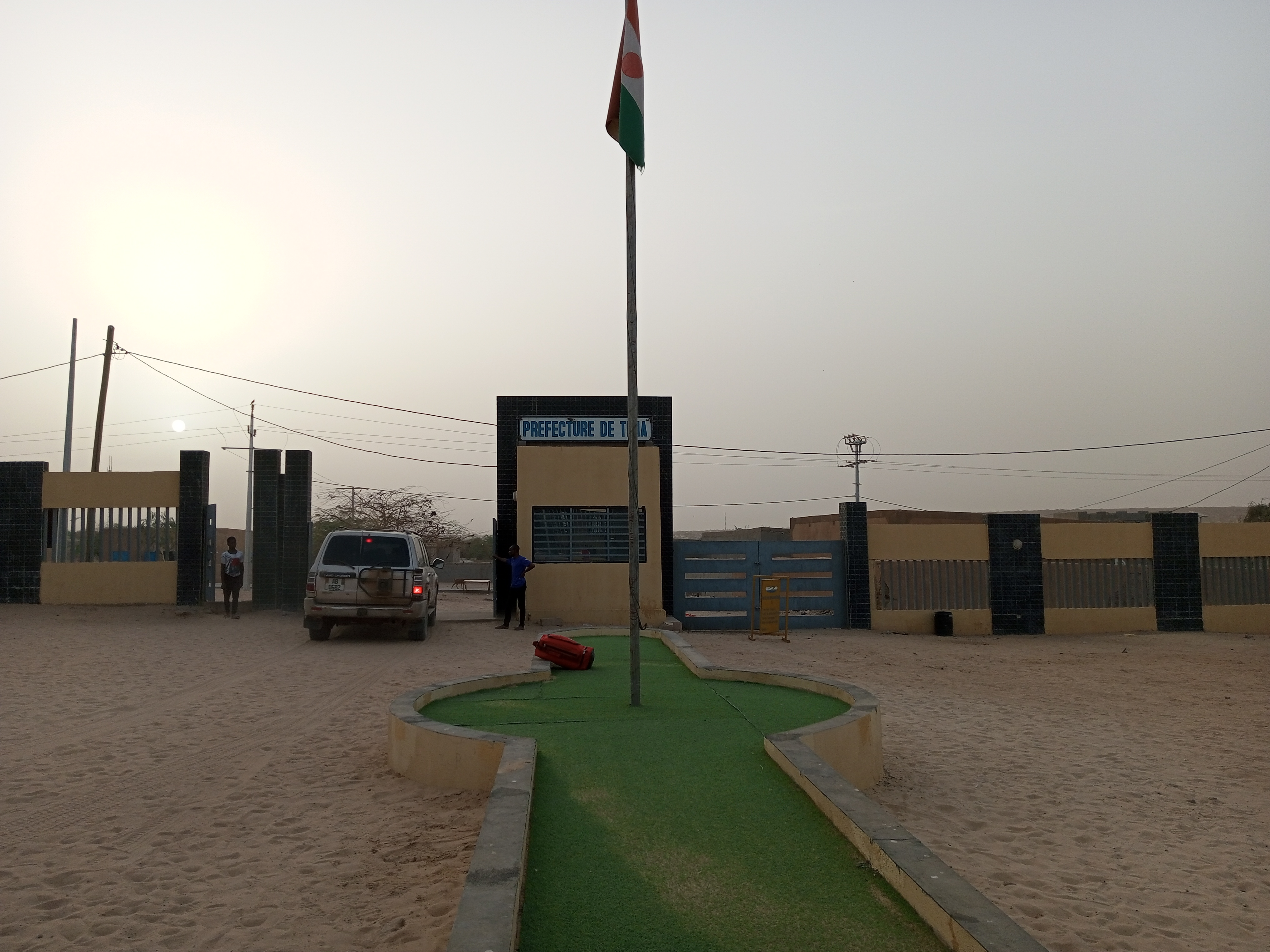
Präfektur des Departements Tillia (2023)

Tillia liegt überwiegend in der nördlichen Sahelzone und geht im Norden in die Wüste Sahara über. Die Gemeinde grenzt im Westen an den Nachbarstaat Mali. Die Nachbargemeinden in Niger sind Tassara im Norden, Tchintabaraden und Kao im Osten, Affala, Takanamat und Tébaram im Süden sowie Sanam im Südwesten.
Bei den Siedlungen im Gemeindegebiet handelt es sich um 33 Dörfer, 9 Weiler, 8 Lager und 18 Wasserstellen. Der Hauptort der Landgemeinde ist das Dorf Tillia. Er liegt auf einer Höhe von 345 m. Zusätzlich erhebt die Gemeinde Tillia Anspruch auf den Weiler Chiguifa in der Nachbargemeinde Affala.
Die Jagdzonen von Tillia und Télemcès zählen zu den von der staatlichen Generaldirektion für Umwelt, Wasser und Forstwirtschaft festgelegten offiziellen Jagdrevieren Nigers.

## Geschichte

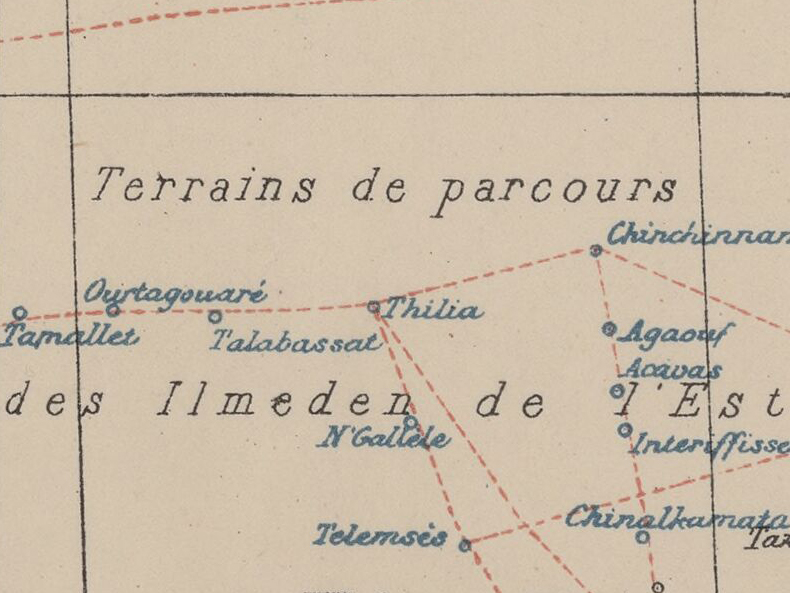
Ausschnitt einer Karte von 1903 mit Tillia (Thilia) im Zentrum

Der Überlieferung nach ließ sich an der Stelle des späteren Dorfes Tillia eine Tuareg-Frau mit ihren Kamelen nieder. Die an Räude leidenden Kamele wurden dank der Wasserstellen und Weiden in der Gegend wieder gesund. Nach den Tuareg kamen zunächst Araber und danach Fulbe nach Tillia.
Tillia erhielt 1964 den Status eines Verwaltungspostens (poste administratif) im Gebiet des Arrondissements Tchintabaraden, des späteren Departements Tchintabaraden.
Die Rallye Dakar führte 1991 über Tillia. Im Jahr 1992 kam es im Ort zu einem schweren Zusammenstoß zwischen den Streitkräften Nigers und der Befreiungsfront des Aïr und Azawad, bei dem ein Soldat und sechs Rebellen getötet wurden.
Die Landgemeinde Tillia wurde als Verwaltungseinheit 2002 im Zuge einer landesweiten Verwaltungsreform in einem zuvor gemeindefreien Gebiet gegründet. Der Verwaltungsposten von Tillia wurde 2011 aus dem Departement Tchintabaraden herausgelöst und zum Departement Tillia erhoben.
Für vor dem Konflikt in Nordmali geflüchtete Tuareg-Nomaden entwickelte der UNHCR gemeinsam mit lokalen Autoritäten das im April 2013 eröffnete Flüchtlingslager Intikane, das auch Weideflächen für das Vieh der Flüchtlinge umfasst. Im Juli 2014 lebten hier bereits über 13.200 Menschen. Das Flüchtlingslager wurde am 26. Mai 2020 von Kämpfern mit Verbindungen zu al-Qaida und ISIS angegriffen. Dabei wurden die Anführer des Flüchtlingskomitees und eines Flüchtlingswachtrupps sowie ein lokaler Anführer einer Nomadengruppe getötet. Die Angreifer zerstörten zudem Infrastruktur und Lebensmittel im Lager.
Am 21. März 2021 griffen Mitglieder der Organisation Islamischer Staat in der Größeren Sahara unter anderem die nahe der Grenze zu Mali gelegenen Tuareg-Siedlungen Bakorat und Intazeyene an. Sie töteten 137 Menschen, darunter viele Flüchtlinge und Binnenvertriebene. Mehrere Verletzte wurden in die Regionalhauptstadt Tahoua gebracht.

## Bevölkerung

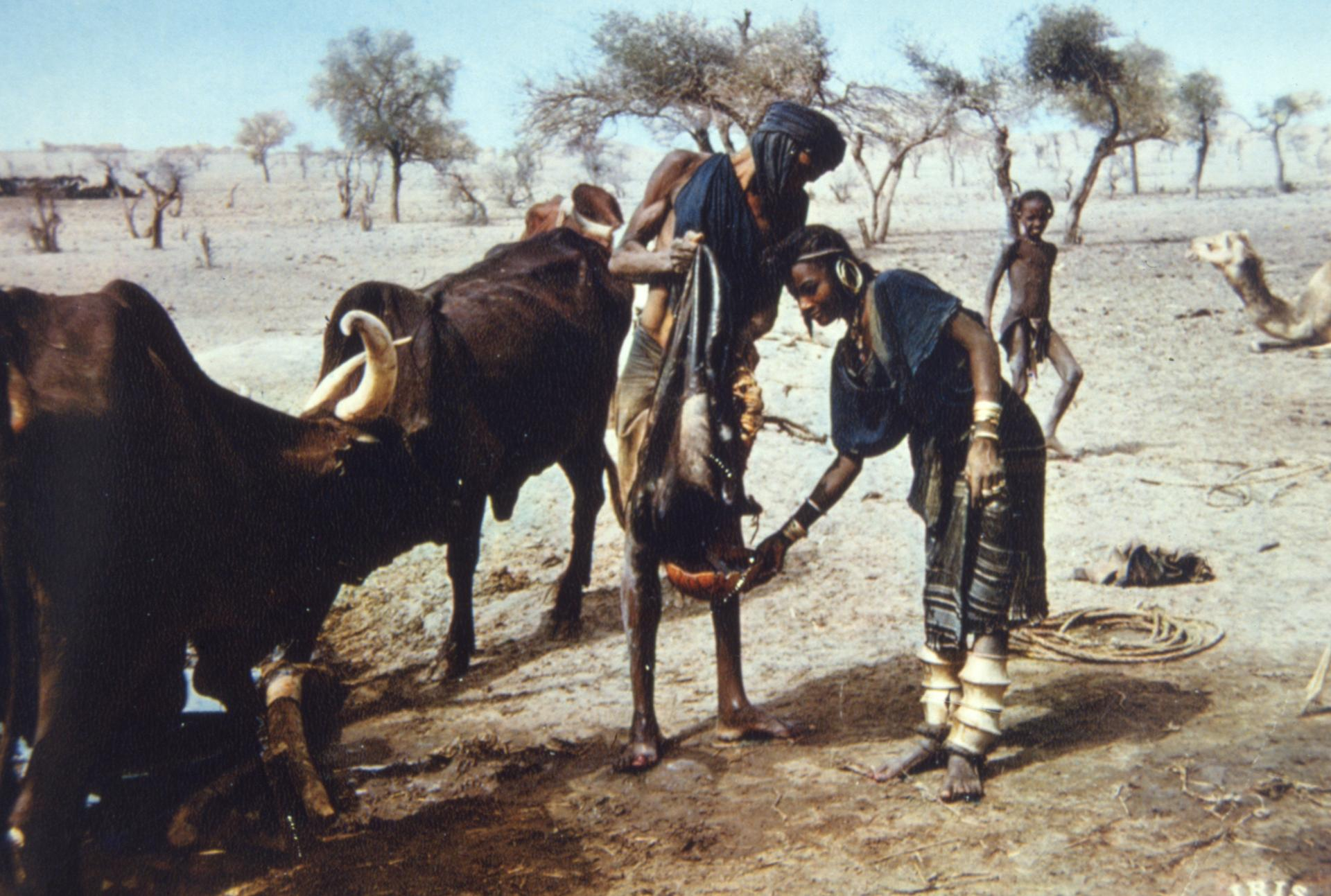
Wodaabe in Tillia (1992)

Bei der Volkszählung 2012 hatte die Landgemeinde 38.994 Einwohner, die in 6.255 Haushalten lebten. Bei der Volkszählung 2001 betrug die Einwohnerzahl 17.210 in 3.140 Haushalten.
Im Hauptort lebten bei der Volkszählung 2012 3.398 Einwohner in 569 Haushalten, bei der Volkszählung 2001 1.987 in 362 Haushalten und bei der Volkszählung 1988 1.818 in 334 Haushalten.
In ethnischer Hinsicht ist die Gemeinde ein Siedlungsgebiet von Fulbe und Tuareg sowie vereinzelt Adarawa und Azna.

## Politik
Der Gemeinderat (conseil municipal) hat 13 Mitglieder. Mit den Kommunalwahlen 2020 sind die Sitze im Gemeinderat wie folgt verteilt: 5 PJP-Génération Doubara, 4 PNDS-Tarayya, 2 MNSD-Nassara, 1 ADN-Fusaha und 1 MPR-Jamhuriya.
Ein traditioneller Ortsvorsteher (chef traditionnel) steht jeweils an der Spitze von 20 Dörfern in der Gemeinde, einschließlich des Hauptorts.

## Kultur und Sehenswürdigkeiten

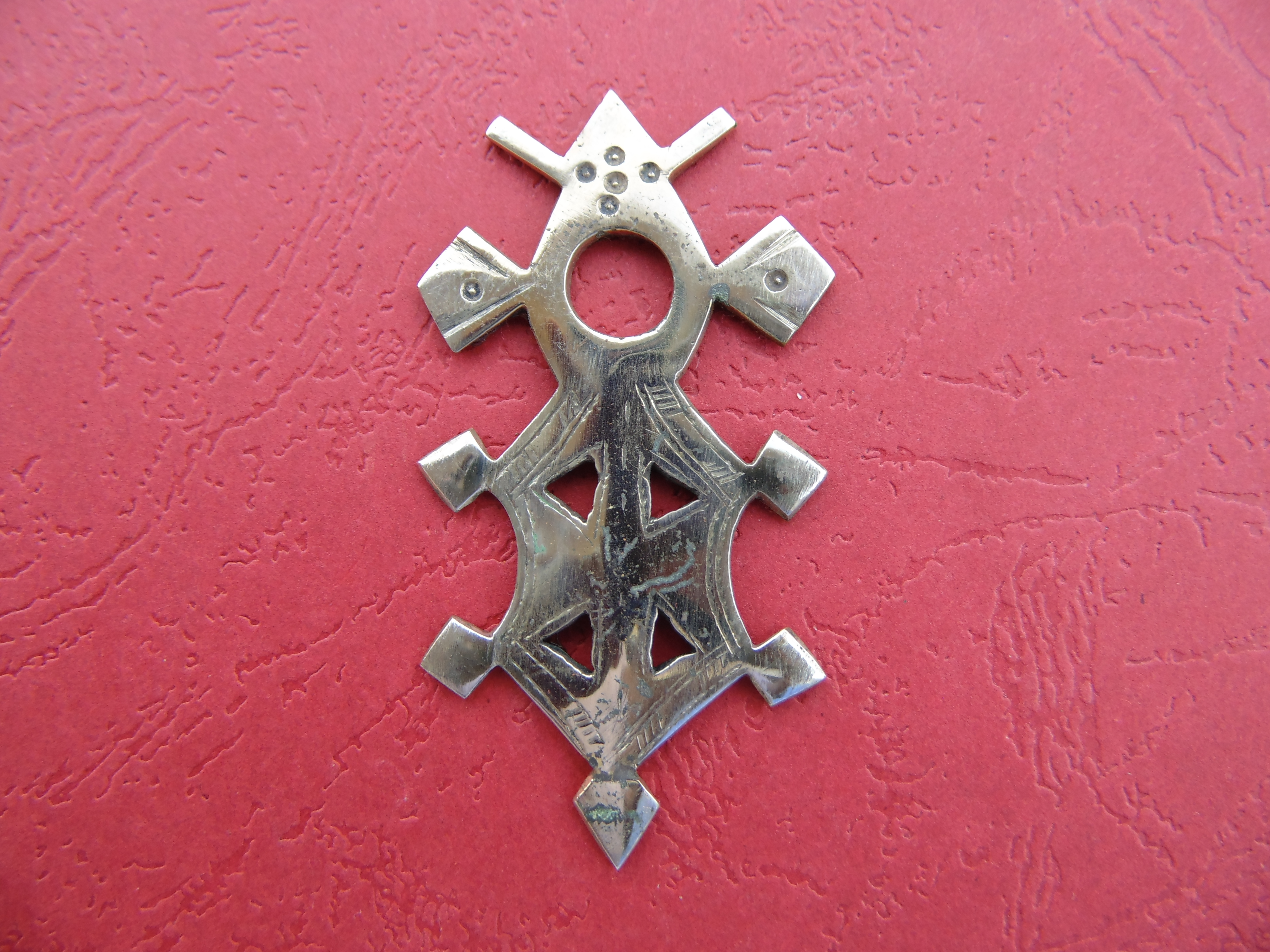
Ein Kreuz von Tillia

Alle zwei Jahre im Oktober findet in Tillia und in der Nachbargemeinde Tassara ein Fest der arabischen Viehzüchter statt. Das Kreuz von Tillia (croix de Tillia) ist eine der 21 Varianten des Kreuzes von Agadez, eines bekannten Tuareg-Schmucks aus Niger.

## Wirtschaft und Infrastruktur
Südlich des Wüstengebiets wird Weidewirtschaft betrieben. Im äußersten Süden der Gemeinde beginnt die Zone des Agropastoralismus. In den Dörfern Tillia und Télemcès gibt es jeweils einen Viehmarkt. Der Markttag in Tillia, wo die Züchter selbst ihre Tiere verkaufen, ist der Samstag, in Télemcès der Mittwoch. Weitere, weniger bedeutende Wochenmärkte werden in den Siedlungen Aderzagrene, Agondo, Akayasso, Assagueyguey, Egarek, Gawaye, Infene und Inkotayan abgehalten. Die Seen Mare de Gambane und Mare de Gawaye werden zum Fischen genutzt. Die Niederschlagsmessstation im Hauptort wurde 1981 in Betrieb genommen.
Gesundheitszentren des Typs Centre de Santé Intégré (CSI) sind im Hauptort sowie in den Siedlungen Gawaye und Télemcès vorhanden. Außerdem unterhalten die Streitkräfte Nigers eine Sanitätsstation. Der CEG Tillia ist eine allgemein bildende Schule der Sekundarstufe des Typs Collège d’Enseignement Général (CEG). Beim Collège d’Enseignement Technique de Tillia (CET Tillia) handelt es sich um eine technische Fachschule und beim Centre de Formation aux Métiers de Tillia (CFM Tillia) um ein Berufsausbildungszentrum.

## Städtepartnerschaften
- Andéramboukane in Mali (seit 2006)
- Laxou in Frankreich (seit 2008)